# Rheotanytarsus
Rheotanytarsus är ett släkte av tvåvingar som beskrevs av August Friedrich Thienemann och Bause 1913. Rheotanytarsus ingår i familjen fjädermyggor.

## Dottertaxa tillRheotanytarsus, i alfabetisk ordning[1][2]
- Rheotanytarsus abbreviatus
- Rheotanytarsus abonae
- Rheotanytarsus acerbus
- Rheotanytarsus acuminatus
- Rheotanytarsus additus
- Rheotanytarsus adjectus
- Rheotanytarsus aestuarius
- Rheotanytarsus akrina
- Rheotanytarsus amamiflavus
- Rheotanytarsus annulatus
- Rheotanytarsus aphelus
- Rheotanytarsus apiculus
- Rheotanytarsus aquilus
- Rheotanytarsus atrius
- Rheotanytarsus baculus
- Rheotanytarsus barrengarryensis
- Rheotanytarsus beccus
- Rheotanytarsus brevipalpus
- Rheotanytarsus buculicaudus
- Rheotanytarsus bufemoratus
- Rheotanytarsus bullus
- Rheotanytarsus calakmulensis
- Rheotanytarsus ceratophylli
- Rheotanytarsus christinae
- Rheotanytarsus contrerasi
- Rheotanytarsus curtistylus
- Rheotanytarsus digitatus
- Rheotanytarsus distinctissimus
- Rheotanytarsus dogoensis
- Rheotanytarsus exiguus
- Rheotanytarsus falcatus
- Rheotanytarsus falcipedius
- Rheotanytarsus flabellatus
- Rheotanytarsus fluminis
- Rheotanytarsus foliatus
- Rheotanytarsus formosae
- Rheotanytarsus fundus
- Rheotanytarsus fuscus
- Rheotanytarsus gayaensis
- Rheotanytarsus globosus
- Rheotanytarsus gloveri
- Rheotanytarsus guanacastensis
- Rheotanytarsus guineensis
- Rheotanytarsus hamatus
- Rheotanytarsus hanseni
- Rheotanytarsus illiesi
- Rheotanytarsus johnstoni
- Rheotanytarsus jongkindi
- Rheotanytarsus juliae
- Rheotanytarsus kjaerandseni
- Rheotanytarsus koraensis
- Rheotanytarsus kuantanensis
- Rheotanytarsus kusii
- Rheotanytarsus kwangnungensis
- Rheotanytarsus lamellatus
- Rheotanytarsus liuae
- Rheotanytarsus longicornus
- Rheotanytarsus madarihatensis
- Rheotanytarsus magnini
- Rheotanytarsus meridionalis
- Rheotanytarsus minusculus
- Rheotanytarsus montanus
- Rheotanytarsus muscicola
- Rheotanytarsus nigricuada
- Rheotanytarsus nuamae
- Rheotanytarsus nutamae
- Rheotanytarsus ogilbyi
- Rheotanytarsus orientalis
- Rheotanytarsus ororus
- Rheotanytarsus oss
- Rheotanytarsus pallidus
- Rheotanytarsus pela
- Rheotanytarsus pellucidus
- Rheotanytarsus pentacritus
- Rheotanytarsus pentapoda
- Rheotanytarsus petropholeter
- Rheotanytarsus phaselus
- Rheotanytarsus photophilus
- Rheotanytarsus plerunguis
- Rheotanytarsus polychaetus
- Rheotanytarsus procerus
- Rheotanytarsus quadratus
- Rheotanytarsus ramirezae
- Rheotanytarsus raptorius
- Rheotanytarsus reissi
- Rheotanytarsus remus
- Rheotanytarsus rhenanus
- Rheotanytarsus ringei
- Rheotanytarsus rioensis
- Rheotanytarsus rivulophilus
- Rheotanytarsus rivulorum
- Rheotanytarsus samaki
- Rheotanytarsus scutulatus
- Rheotanytarsus sessilipersonatus
- Rheotanytarsus shebelensis
- Rheotanytarsus soelii
- Rheotanytarsus subtilis
- Rheotanytarsus tamaquartus
- Rheotanytarsus tamaquintus
- Rheotanytarsus tamasecundus
- Rheotanytarsus tamatertius
- Rheotanytarsus thailandensis
- Rheotanytarsus thunesi
- Rheotanytarsus tobaseptidecimus
- Rheotanytarsus transversus
- Rheotanytarsus trivittatus
- Rheotanytarsus tumidus
- Rheotanytarsus tusimaseteus
- Rheotanytarsus underwoodi
- Rheotanytarsus verticillus